# Homonyx demezi
Homonyx demezi är en skalbaggsart som beskrevs av Soula 2010. Homonyx demezi ingår i släktet Homonyx och familjen Rutelidae. Inga underarter finns listade i Catalogue of Life.